# Scotorythra trapezias
Scotorythra trapezias är en fjärilsart som beskrevs av Edward Meyrick 1899. Scotorythra trapezias ingår i släktet Scotorythra och familjen mätare. Inga underarter finns listade.